# Namonuito Atoll
Namonuito Atoll är en atoll i Mikronesiska federationen.   Den ligger i kommunen Onoun Municipality och delstaten Chuuk, i den västra delen av landet, 900 km väster om huvudstaden Palikir. Arean är 4,5 kvadratkilometer. 